# Cesana Pariol

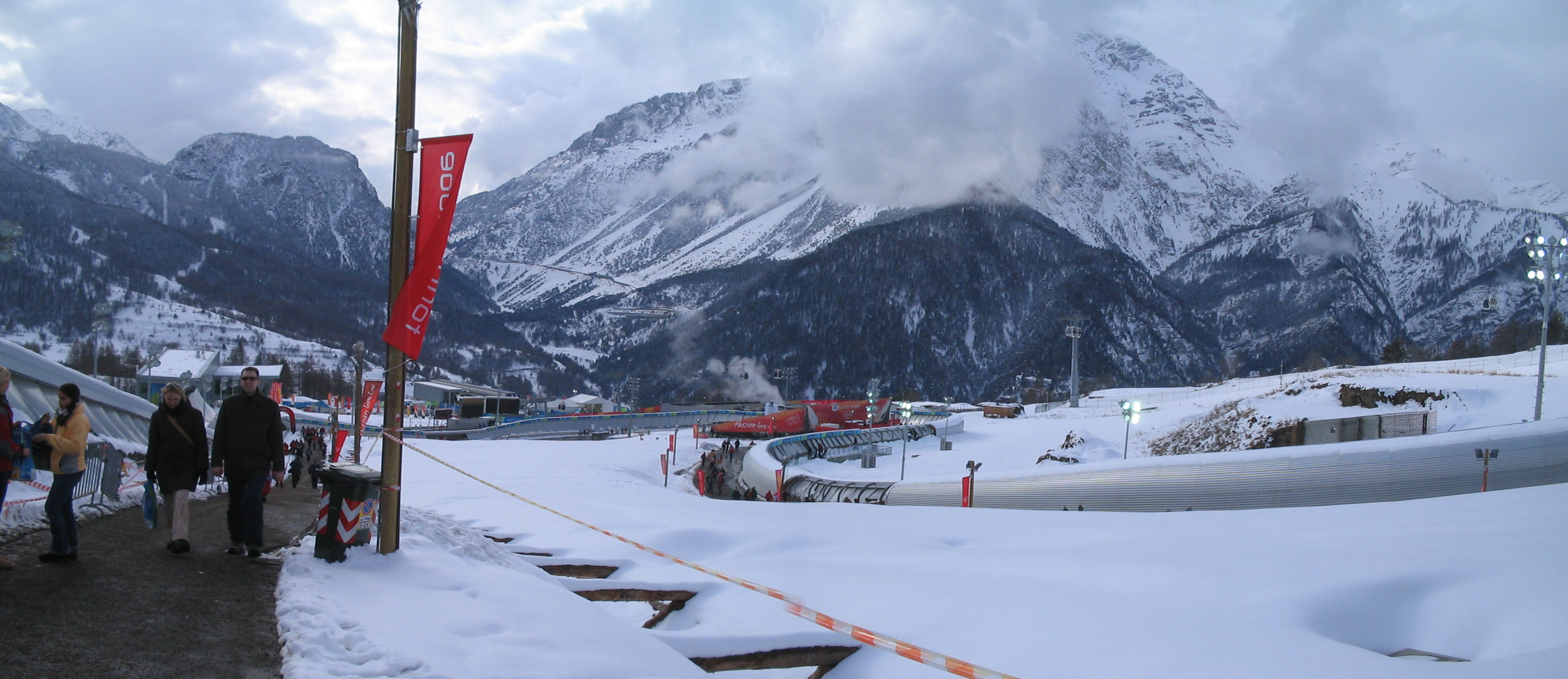
Bobsleebaan van Cesana Torinese

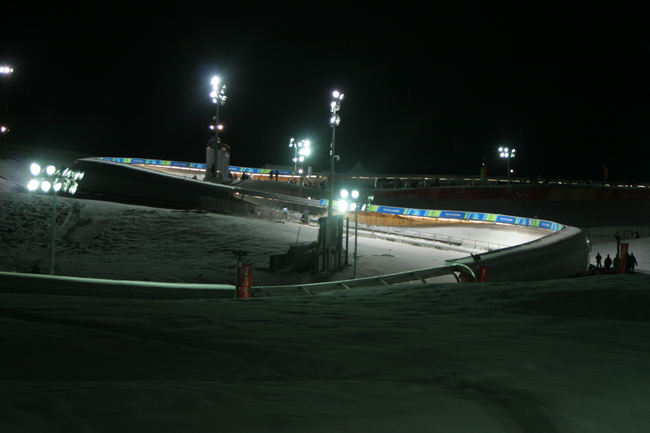
De baan zoals die 's avonds verlicht wordt

De Cesana Pariol is een sportcomplex in de Italiaanse plaats Cesana. Het diende als accommodatie voor het bobsleeën, het rodelen en het skeleton tijdens de Olympische Winterspelen 2006 in Turijn, waar het zo'n 90 kilometer van verwijderd is.
De bobbaan bevindt zich in Cesana en ligt in een groot skigebied genaamd Via Lattea en staat in directe verbinding met de wintersportmogelijkheden van Monginevro en Sestriere. De hoogteverschillen in dit gebied variëren tussen de 1630 en 1680 meter. De baan is gelegen vlak bij Cesana San Sicario waar tijdens diezelfde Winterspelen de biatlon plaatsvond. Ruim 7000 toeschouwers kunnen bij wedstrijden op de bobbaan getuige van de prestaties van de sporters zijn.
De baan heeft drie startpunten voor wedstrijdsporters en drie startpunten voor recreanten. De lengte van de baan is 1435 meter en bevat 19 bochten, waarvan elf naar links en acht naar rechts. Voor het rodelen in de categorieën damesenkel en herendubbel is de baan met 1233 meter iets korter. Het meest technische stuk van de baan is "The Toro", gekenmerkt door drie snel op elkaar volgende bochten. De topsnelheid was ongeveer 130 kilometer per uur.